# Christie (métro de Toronto)
Christie est une station de la ligne 2 Bloor-Danforth, du métro de la ville de Toronto en Ontario au Canada. Elle se situe au 726 de Bloor Street, à hauteur de Christie Street et Grace Street.

## Situation sur le réseau

Plan du métro de Toronto (2023)

Établie en souterrain, la station Christie de la ligne 2 Bloor-Danforth, est précédée par la station Ossington, en direction du terminus Kipling, et elle est suivie par la station Bathurst en direction du terminus Kennedy.

## Histoire
La station Chistie est mise en service le 25 février 1966.
En 1976, la station fut endommagée par un incendie à bord d'un train. Il n'y a eu aucun blessé, mais le train fut détruit par le feu.
Durant l'année 2009-2010, sa fréquentation est en moyenne de 12 060 personnes par jour.

## Services aux voyageurs

### Intermodalité
Elle est desservie par les bus de la ligne 126 Christie.

## À proximité
- quartier,
- Koreatown (en),
- Parc Christie Pits.